# احمد شاه فرهت
احمد شاه فرهت (زاده 1 شهریور ۱۳۳۷) فوق تخصص کودکان و نوزادان و استادیار گروه کودکان دانشگاه علوم پزشکی مشهد است. دکتر فرهت در سال ۶۱ به ایران مهاجرت کرده و سال‌هاست در مشهد زندگی می‌کند. تاکنون بیش از ده‌ها مقاله علمی از او در کنگره‌های بین‌المللی منتشر شده و برخی از آثار وی به عنوان مدرک و منبع معتبر علمی در کشورها و دانشگاه‌های مختلف مورد استفاده قرار می‌گیرد. این فوق تخصص کودکان تاکنون جوایز و افتخارات زیادی را نیز کسب کرده که از جمله می‌توان به جایزه فستیوال فردوسی برای ساخت دستگاه رطوبت‌ساز ونتیلاتور و جایزه فسیتوال سرور برای بهترین مقاله تاثیر نمک روی گرانولوم نوزادان اشاره کرد.او اکنون استادیار و عضو هیات علمی دانشکده علوم پزشکی مشهد، نویسنده ی ۱۰۱ مقاله ی بین المللی، مولف و مترجم ۱۸ کتاب است و همچنین از او ۳ اختراع به ثبت رسیده است.

## تحصیل و مهاجرت به ایران
دکتر فرهت در سال ۱۳۵۴ با قبولی در امتحان کنکور، وارد دانشکده طب کابل شد. شش سال دبیرستان را 2 سال جهشی گذراند و در کنکور در رشته پزشکی در شهر قندهار نفر سوم شد و برای ادامه تحصیل به دانشگاه کابل رفتم. این فوق تخصص کودکان سال‌هاست در بیمارستان امام رضا (ع) مشهد مشغول خدمت به مردم است، دارای ۳ فرزند موفق در رشته‌های مهندسی عمران، لیسانس دام‌پروری و لیسانس حسابداری است، که با داشتن یک خانواده موفق، نمونه یک پزشک نخبه و فوق تخصص افغانستانی در ایران است.دکتر فرهت درباره اولین باری که به مشهد آمد گفت:
اولین بار وقتی به مشهد رسیدم در میدان «بیت المقدس» از ماشین پیاده شدم و از راننده پرسیدم که حرم کجاست؟ او به من گفت شما صورت خود را برگردان حرم را می‌بینی؛ من وقتی نگاه کردم دیدم مرا نزدیک حرم پیاده کرده است. من، چون مدرک شناسایی نداشتم و هیچ پولی هم نداشتم شب را داخل حرم خوابیدم. صبح روز بعد همزمان با اذان بیدار شدم و اقوام خود را پیدا کردم، پنج، شش ماهی بیکار بودم مدرکی هم نداشتم و مجرد بودم و مدتی طول کشید تا مدارکم درست شد در این مدت شرایط سخت اقتصادی بسیار به من فشار می‌آورد.

## حضور در برنامه تلویزیونی
فرهت در سال ۱۳۹۵ در یک برنامه تلویزیونی به نام خندوانه با اجرای رامبد جوان در صدا و سیمای ایران شرکت کرد. این برنامه در تاریخ 11 خرداد همان سال از شبکه نسیم پخش شد.

## مستند روایت فرهت
مستند پرتره‌ دکتر احمد شاه فرهت پزشک افغانستانی متخصص اطفال است که به دلیل زندگی پر فراز و نشیب خود شهرت خاصی در ایران پیدا کرده است. روایت فرهت در خانه مستند انقلاب اسلامی تهیه شده و محصول سازمان اوج است.
مستند کوتاه «روایت فرهت» ساخته امیراطهر سهیلی از مشهد، امسال در بخش کوتاه ملی شانزدهمین جشنواره بین المللی سینما حقیقت حضور یافته است.

## جوایز و افتخارها

### کتاب برتر دانشگاه علوم پزشکی مشهد
نخستین کتاب با عنوان سلول های بنیادی و کاربردهای بالینی پزشکی به قلم دکتر احمدشاه فرهت پزشک افغانستانی مقیم ایران، منتشر شد.

### جايزه كتاب فصل
دکتر احمد شاه فرهت مولف حوزه علوم پزشكي، محورهاي اصلي كتاب را توجه به بيماري‌هاي تنفسي، گوارشي و كليوي نوزادان و كودكان دانست و افزود: هر فصل اين كتاب توسط يكي از مولفان علوم پزشكي و متخصص نوزادان و كودكان نگاشته شده است. كتاب حاضر با همكاري ۲۲ مولف و استاد دانشگاه علوم پزشكي مشهد و بيرجند در۲۲ فصل تدوين شده است.

### مجري طرح دستگاه تعويض كننده خون نوزادان مبتلا به زردي
دستگاه طراحي شده در 15 نوبت (سيكل) كار تعويض خون را انجام مي‌دهد؛ يعني در هر نوبت مقداري از خون نوزاد را گرفته و با خون تازه تعويض مي‌كند.

### جایزه فستیوال فردوسی[۱۲]
برنده جایزه فستیوال فردوسی برای ساخت دستگاه رطوبت‌ ساز ونتیلاتور.

### جایزه فسیتوال سرور[۱۲]
برنده جایزه فستیوال سرور برای بهترین مقاله تاثیر نمک روی گرا نولوم نوزادان و برنده جایزه بهترین مقاله مصرف مولتی ویتامین و آهن در کودکان.

## آثار

### کتاب
- تغذیه در بیماری های کودکان ، ۱۳۸۷، انتشارات دانشگاه علوم پزشکی مشهد معاونت پژوهشی
- بيماري هاي کليه و ادراري تناسلي در نوزادان ، ۱۳۹۱، نشر تک
- شير مادر گوهر بي همتا ، ۱۳۸۹، انتشارات قاف مشهد الرضا
- مراقبت هاي ويژه در بيماري هاي نوزادان و کودکان ، ۱۳۸۹، انتشارات خانه پژوهش
- نقش ورزش در بیماری های شایع کودکان ، ۱۳۸۸، انتشارات خانه پژوهش[۱۴]

### مقالات
- تاثیر شیر مادر و لانولین بر درد نوک سینه. ، 2005،Saudi medical journal [۱۵]
- اثر کلوفیبرات در نوزادان ترم زردی ، 2005،The Indian Journal of Pediatrics [۱۶]
- تأثیر گوش دادن به موسیقی لالایی بر پاسخ فیزیولوژیک و افزایش وزن نوزادان نارس ، 2010،Journal of neonatal-perinatal Medicine [۱۷]

## جنجال‌ها

### اخراج از دانشگاه
دکتر فرهت اشاره میکند در ابتدا تلاش کرده است متخصص کلیه شود اما مسئولان دانشگاه گفته اند که نمی‌تواند در رشته جراحی کلیه تخصص بگیرد؛ لذا به مدت سه ماه دوره جراحی شکم (جراحی عمومی) را گذرانده است. با این وجود بر اساس نامه‌ای از مجلس شورای اسلامی در دهه ۳۰ مبنی بر اینکه خارجی‌ها نمی‌توانند تخصص بگیرند، اخراج شده است. سپس به اجبار برای دریافت تخصص اطفال تلاش کرده است و پس از آن علی‌رغم این که علاقه‌ای نسبت به رشته نوزادان نداشته است، فوق تخصص خود را در رشته نوزادان دریافت کرد.

### اعتصابات دوره دانشجویی و زندان
دکتر فرهت درباره اعتصابات دانشجویی میگوید :یک روز تظاهرات بزرگی از طرف دانشجویان به راه افتاد و تظاهرات به داخل شهر کابل کشیده شد؛ در مسیر تظاهرات، پلیس چند مرتبه جلو ما را حتی با استفاده از نیروهای اسب‌سوار گرفت، اما ما به راه خود ادامه دادیم. مقصود پلیس این بود که ما را به سمت جاده «آسمایی» کابل بکشد زیرا در آن منطقه یک طرف پل و یک طرف رودخانه بود؛ همین گونه هم شد و آنان راه را بستند و به شکل قیچی دانشجویان را به محاصره درآورده و دستگیر کردند. در این تظاهرات تعداد زیادی از دانشجویان راهی زندان شدند و من از جمله کسانی بودم که توانستم از آن حادثه فرار کنم و خود راه به خوابگاه برسانم. وقتی به خوابگاه رسیدم متوجه شدم که هم‌اتاقی‌های من که در تظاهرات شرکت کرده بودند زندانی شدند. این وضعیت به صورت جنگ و گریز بین ما و دولت ادامه داشت تا اینکه دانشگاه من تمام شد و پس از آن به زندان افتادم.
علت دستگیری من سیاسی بود؛ دولت مخالفان خود را می‌گرفت و چون من ارتباطی با «حزب خلق و پرچم» نداشتم دستگیر شدم. پس از آزادی از زندان به این نتیجه رسیدم که شرایط ماندن در افغانستان خیلی سخت است و به فکر عزیمت به ایران افتادم.